# Arenosetella spinicauda
Arenosetella spinicauda är en kräftdjursart som beskrevs av C. B. Wilson 1932. Arenosetella spinicauda ingår i släktet Arenosetella och familjen Ectinosomatidae. Inga underarter finns listade i Catalogue of Life.